# Oeste Futebol Clube
Oeste Futebol Clube es un club de fútbol brasileño  de la ciudad de Barueri, en el interior del estado de  São Paulo. Fundado el 25 de enero de 1921, tuvo 34 participaciones en el Campeonato Paulista. Actualmente el equipo disputa el Campeonato Paulista Serie A2.

## Historia
Antes del Oeste, Itápolis tenía los clubes que se sucedieron: El Esporte Clube Itapolitano en 1912, el Guarani en 1914, el Garibaldino en 1915 y el 7 de Setembro de la "Sociedade Dançante Recreativa" de mismo nombre en 1919.La denominación "Oeste Futebol Clube", fue sugerida por Victor Lapenta con una curiosidad. El y su hermano, que venían de la ciudad de Río de Janeiro y eran hinchas del Flamengo y Fluminense, respectivamente. Entonces para definir el nombre y los colores del club hicieron una apuesta con el fútbol amateur de Itápolis en un partido contra la Nova Europa. Si el equipo de Itápolis ganaba se llamaría Flamengo, si terminaran derrotados se llamaría Fluminense. El partido terminó 3 a 0 para Itápolis, mas los dos hicieron un acuerdo y resolvieron homenajear la región Centro-Oeste del estado de São Paulo donde queda Itápolis, mas Victor Lapenta igual usó los colores del Flamengo para el equipo.
En 2017 cambió su mando de juego a la ciudad de Barueri.

## Entrenadores
- Márcio Rossini (2003–enero de 2004)[6][7]
- Luis Carlos Martins (enero de 2004–?)[8]
- Roberto Fonseca (diciembre de 2008–febrero de 2009)[9][10]
- Marco Antônio (febrero de 2009–marzo de 2009)[10][11]
- Luciano Dias (marzo de 2009)[11][12]
- João Ricardo (marzo de 2009)[13]
- Márcio Araújo (abril de 2009)[14][15][16]
- Paulo Comelli (noviembre de 2009–febrero de 2010)[17][18]
- Nenê Belarmino (febrero de 2011)[19][20]
- Luiz Carlos Martins (febrero de 2011–abril de 2011)[21][22][23]
- Roberto Cavalo (febrero de 2012–julio de 2013)[24][25]
- Edison Só (julio de 2013–agosto de 2013)[26][27]
- Ivan Baitello (agosto de 2013–octubre de 2013)[28][29]
- Claudinho (interino- octubre de 2013)[29]
- Luís Carlos Martins (octubre de 2013–diciembre de 2013)[30][31]
- Ademir Fonseca (diciembre de 2013–febrero de 2014)[31][32]
- Sérgio Guedes (febrero de 2014–marzo de 2014)[32][33]
- José Macena (interino- marzo de 2014–junio de 2014)[33][34]
- Francisco Diá (junio de 2014–julio de 2014)[34][35][36]
- Luís Carlos Martins (julio de 2014–agosto de 2014)[36][37]
- Roberto Cavalo (agosto de 2014–octubre de 2015)[37][38]
- Renan Freitas (interino- octubre de 2015–diciembre de 2015/diciembre de 2015–?)[38][39]
- Roberto Fonseca (abril de 2016–mayo de 2016)[40][41]
- Fernando Diniz (mayo de 2016–diciembre de 2016)[41][42][43]
- Vilson Tadei (diciembre de 2016–febrero de 2017)[44][45][46]
- Roberto Cavalo (febrero de 2017–diciembre de 2018)[46][47]
- Renan Freitas (diciembre de 2018–septiembre de 2020)[48][49]
- Thiago Carpini (septiembre de 2020–octubre de 2020)[49][50]
- Lelé (interino- octubre de 2020)[50]
- Roberto Cavalo (octubre de 2020–julio de 2021)[51][52]
- Renan Freitas (interino- julio de 2021)[52]
- Lelé (interino- julio de 2021)[53]
- João Brigatti (julio de 2021–agosto de 2021)[53][54]
- Lelé (septiembre de 2021–octubre 2022)[3]
- Munchkin (octubre 2022–presente)[3]

## Palmarés

### Torneos nacionales
- Campeonato Brasileño de Serie C (1): 2012
- Campeonato Brasileño de Serie C (2): 2022

### Torneos estaduales
- Campeonato Paulista del Interior (1): 2011
- Campeonato Paulista Serie A2 (1): 2003
- Campeonato Paulista Serie A3 (2): 1992 y 2002
- Campeonato Paulista Serie B (1): 1998
- Campeonato Paulista Serie B2 (1): 1997
- Copa Paulista (1): 1981